# Unidad 25
Unidad 25 es un documental argentino de 2008, dirigido y escrito por Alejo Hoijman, en coproducción con España y Francia. El documental transcurre dentro de la Unidad 25 del Complejo Penitenciario Lisandro Olmos, la única cárcel-iglesia de Latinoamérica. El film recibió varios premios, tanto nacionales como internacionales.

## Argumento
El documental relata la historia de Simón Pedro Nobre, un preso que es trasladado a pedido de su hermano a esta cárcel-iglesia que se encuentra en el Complejo Penitenciario de Olmos, en la ciudad de La Plata, Provincia de Buenos Aires, siendo por sus características, única en Latinoamérica. En el transcurso de la película Simón Pedro deberá de convertirse al evangelismo y obedecer las reglas de la cárcel y de la Biblia para asegurar su permanencia en la unidad.

## Contexto
El pentecostalismo comenzó a penetrar en el Servicio Penitenciario Bonaerense en la década de 1980. Una importante proporción de presos aceptó convivir con normas promovidas por las organizaciones evangélicas e incluso agentes del sistema penitenciario aceptaron que muchos de sus pabellones estuvieran regidos por líderes de esa extracción religiosa. "Así, los pentecostales no sólo ingresaron a las cárceles convirtiendo individualmente a un número creciente de internos. Su inserción en el mundo carcelario implicó una profunda intervención sobre la estructura institucional, sobre los mecanismos formales e informales de poder y sobre las pautas de relación social internas. En definitiva, de los actores que progresivamente reconocieron la creciente relevancia del mundo carcelario, los pastores pentecostales han sido, sino el único, uno de los que más ha logrado penetrar y alterar las dinámicas de ese mundo institucional." En la actualidad, el fenómeno se denomina genéricamente pentecostalismo carcelario.

## Equipo técnico
- Dirección: Alejo Hoijman
- Guion: Alejo Hoijman
- Producción: Hugo Castro Fau - Luís Ángel Ramírez - Silvia Rodríguez
- Director artístico: Lisandro Rumeau
- Fotografía: Gastón Girod
- Sonido: Diego Martinez
- Montaje: Alejo Hoijman

## Premios
- 2008: Premio Mejor Película Selección Oficial BAFICI 2008.
- 2008: Premio al Mejor Documental en el 20º Festival Internacional de Cine de Viña del Mar.
- 2009: Premio Especial del Jurado a la Película Documental en Las Américas International Film Festival de Cine